# Ranzevelle
Ranzevelle és un municipi francès situat al departament de l'Alt Saona i a la regió de Borgonya - Franc Comtat. L'any 2007 tenia 12 habitants.

## Demografia

### Població
El 2007 la població de fet de Ranzevelle era de 12 persones. Hi havia 8 famílies, de les quals 4 eren unipersonals (4 dones vivint soles i 4 dones vivint soles) i 4 parelles sense fills.
La població ha evolucionat segons el següent gràfic:
Habitants censats

### Habitatges
El 2007 hi havia 9 habitatges, 7 eren l'habitatge principal de la família i 2 eren segones residències. Tots els 9 habitatges eren cases. Dels 7 habitatges principals, 5 estaven ocupats pels seus propietaris i 2 estaven cedits a títol gratuït; 3 tenien quatre cambres i 4 en tenien cinc o més. 6 habitatges disposaven pel capbaix d'una plaça de pàrquing. A 4 habitatges hi havia un automòbil i a 2 n'hi havia dos o més.

### Piràmide de població
La piràmide de població per edats i sexe el 2009 era:
| Homes | Edats   | Dones |
| ----- | ------- | ----- |
| 0     | 95 o +  | 0     |
| 0     | 90 a 94 | 0     |
| 0     | 85 a 89 | 0     |
| 0     | 80 a 84 | 0     |
| 0     | 75 a 79 | 0     |
| 0     | 70 a 74 | 0     |
| 0     | 65 a 69 | 4     |
| 0     | 60 a 64 | 0     |
| 0     | 55 a 59 | 0     |
| 0     | 50 a 54 | 0     |
| 0     | 45 a 49 | 0     |
| 0     | 40 a 44 | 0     |
| 0     | 35 a 39 | 0     |
| 4     | 30 a 34 | 0     |
| 0     | 25 a 29 | 0     |
| 0     | 20 a 24 | 0     |
| 0     | 15 a 19 | 0     |
| 0     | 10 a 14 | 0     |
| 0     | 5 a 9   | 0     |
| 0     | 0 a 4   | 0     |

## Economia
El 2007 la població en edat de treballar era de 9 persones, 7 eren actives i 2 eren inactives. Les 7 persones actives estaven ocupades(5 homes i 2 dones).. De les 2 persones inactives 1 estava jubilada i 1 estava estudiant.
Activitats econòmiques
L'any 2000 a Ranzevelle hi havia 3 explotacions agrícoles.

## Poblacions més properes
El següent diagrama mostra les poblacions més properes.